# Pazarcık
Pazarcık là một huyện thuộc tỉnh Kahramanmaraş, Thổ Nhĩ Kỳ. Huyện có diện tích 1730 km² và dân số thời điểm năm 2007 là 74560 người, mật độ 43 người/km².